# Eurysa forsicula
Eurysa forsicula är en insektsart som beskrevs av Drosopoulos och Hoch 1983. Eurysa forsicula ingår i släktet Eurysa och familjen sporrstritar.
Artens utbredningsområde är Italien. Inga underarter finns listade i Catalogue of Life.